# Angélique (confiserie)
Pour les articles homonymes, voir Angélique.
La confiserie de l'angélique est une spécialité de la ville de Niort. Ce sont les religieuses de Niort au XVIIIe siècle qui ont inventé cette confiserie à partir de l'angélique officinale, confite en batonnets cannelés.
L'angélique confite est notamment utilisée pour garnir les traditionnelles galettes charentaises.
Pour avoir le droit de porter la mention « de Niort » et bénéficier du label Charentes-Poitou, l'angélique doit être cultivée aux portes de Niort dans le marais poitevin et transformée sur place.

## Période de cueillette et recette
La récolte des tiges (ou bâtons) destinées au confisage et à la confiture se fait de juillet à septembre. En fonction de la saison estivale et pour éviter une trop forte lignification, elle sera plus ou moins précoce en juillet. Un confisage dans les règles commence par un épluchage minutieux puis le bain de sucre à renouveler sept fois. Pour le givrage, il faut utiliser du sucre cristal.